# Takakazu Ishii
Takakazu Ishii (石井 隆一, Ishii Takakazu) és un buròcrata i polític japonés, actual governador de la prefectura de Toyama des del 9 de novembre del 2004. Anteriorment ha estat funcionari al Ministeri d'Afers Interns del Japó des de l'any 1969 fins al 2004, quan va ser elegit governador de la seua prefectura natal, Toyama. Abans de treballar, Ishii va estudiar i graduar-se a la Universitat de Tòquio. Actualment, a data de 2020, Ishii es troba a la seua quarta legislatura del seu mandat.